# علوم إنسانية عامة

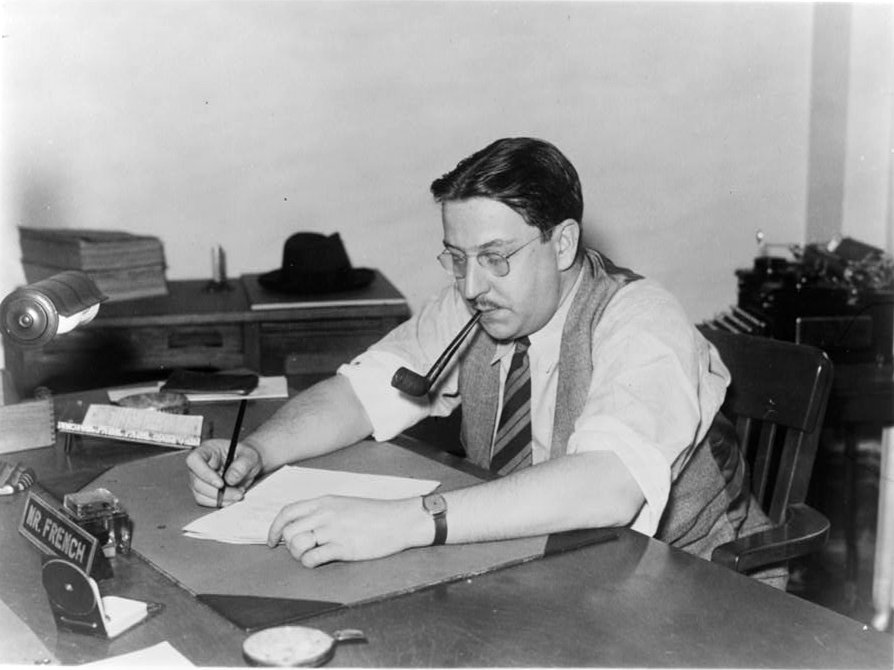

العلوم الإنسانية العامة هو عمل المنظمات الاتحادية والحكومية وغير الربحية والثقافية المجتمعية التي تُشرك الجمهور في المناقشات وتيسير المحاضرات وإلقائها والمعارض والعروض والبرامج الأخرى للجمهور حول مواضيع مثل التاريخ والفلسفة والثقافة الشعبية والفنون. حيث تُشرك برامج العلوم الإنسانية العامة الجميع في التعبير عن التراث المتنوع والتقاليد والتاريخ وصلتهم بالعلوم الإنسانية للأوضاع الراهنة في الحياة.
ويسعى العمل داخل العلوم الإنسانية العامة إلى خلق مساحات يمكن للجمهور المشاركة فيها في المحادثة والتعلم والتفكير حول القضايا والأفكار. وتشمل مشاريع العلوم الإنسانية العامة المعارض والبرمجة المتصلة بالمحافظة على المواقع التاريخية والتاريخ الشفوي والمحفوظات والثقافة المادية والفنون العامة والتراث الثقافي والسياسة الثقافية. ويستثمر ممارسو العلوم الإنسانية العامة في ضمان سهولة الوصول وأهمية العلوم الإنسانية للجمهور أو للمجموعات المجتمعية.
يشير المجلس الأمريكي لقوة العمل الوطنية للجمعيات العلمية بشأن المنح الدراسية والعلوم الإنسانية العامة أن طبيعة عمل العلوم الإنسانية العامة هو تعريف الجمهور بنتائج المنح الدراسية الأكاديمية: فهو يرى أن "المنح الدراسية والعلوم الإنسانية العامة ليسا مجالين متميزين ولكنهما جزأين من عملية واحدة، وهي عملية أخذ نظرة خاصة واختبارها وتحويلها إلى معرفة عامة."[1]
ويقترح آخرون فهمًا أكثر توازنًا للطرق التي يتم بها تبادل التاريخ والتراث والثقافة بين الأكاديمية والجمهور.
أنشأت عدة جامعات برامج في العلوم الإنسانية العامة، تشمل:
- جامعة ولاية بورتلاند، التي يقدم مركز بورتلاند للعلوم الإنسانية العامة نسخة محفوظة 18 أغسطس 2016 على موقع واي باك مشين. بها منتدى دام عامًا كاملاً من المحادثات والموائد المستديرة وورش العمل حيث يمكن للجمهور المشاركة في الأسئلة الإنسانية والمعرفة والمناقشات.
- جامعة براون، التي يدعم فيها مركز جون نيكولاس براون للعلوم الإنسانية العامة والتراث الثقافي برامج العلوم الإنسانية العامة ويقدم درجة الماجستير في العلوم الإنسانية العامة، ويؤكد برنامج براون للعلوم الإنسانية العامة على الممارسة المتوازنة مع النظرية والتمركز في حقل الدراسة.
- مركز والتر شابين سيمبسون للعلوم الإنسانية في جامعة واشنطن يقدم شهادة في المنح الدراسية العامة.
- جامعة ولاية ميشيغان، التي يعمل التعاون في العلوم الإنسانية العامة على "توفير مكان للتجمع، أماكن عامة، حيث يمكن للكلية والطلبة والمتخصصين المتواصلين معهم التعاون مع المجموعات المحلية لبناء شراكات قوية بين المجتمع والحرم الجامعي وتعزيز فهم العامة تجاه الفنون الليبرالية للديمقراطية."
- جامعة ويسترن أونتاريو، التي يوجد بها برنامج جديد يُسمى العلوم الإنسانية في الغرب "صُمم لتعزيز التزام كلية الآداب والعلوم الإنسانية لتعزيز أشكال مبتكرة من خلق المعرفة التي يتم مشاركتها علنًا والتعلم التجريبي والتعاون بين الحرم الجامعي والمجتمع المحلي."

تمتلك *جامعة ويسكونسن-ماديسون، التي يعد فيها مركز العلوم الإنسانية هو الأداة الرئيسية في الحرم الجامعي للعمل المتعدد التخصصات في العلوم الإنسانية، برنامجًا للمنح الدراسية العامة، وهو تبادل العلوم الإنسانية العامة التي تدعم العمل التعاوني بين طلاب الدراسات العليا الذين يدرسون العلوم الإنسانية والمجتمع.
- جامعة ييل، التي يعد برنامجها للماجستير في العلوم الإنسانية العامة جزءًا من برنامج الدراسات الأمريكية في كلية الدراسات العليا للفنون والعلوم.

وتشمل المجالات ذات الصلة التاريخ العام وعلم الاجتماع العام والفولكلور الشعبي وعلم الإنسان العام و الفلسفة العامة والمحافظة على المواقع التاريخية وعلم المتاحف وإدارة التراث الثقافي وعلم الآثار المجتمعية والفنون العامة والعلوم العامة.
فيما يلي أمثلة على بعض المؤسسات الخاصة/العامة والمنظمات التي تقوم بتنفيذ برامج العلوم الإنسانية:
- المتاحف
- الحدائق الوطنية والحكومية
- المنظمات الثقافية، مثل المراكز المجتمعية
- المكتبات
- ربيدة
- المواقع التاريخية
- المدارس والجامعات
- معاهد السياسة الثقافية
- الجمعيات التاريخية والمحافظة
- مشاريع الفن العام والتاريخ العام
- الإذاعة العامة
- مبادرات بناء المجتمع
- مجالس العلوم الإنسانية الحكومية

## وصلات خارجية
- American Council of Learned Societies' National Task Force on Scholarship and the Public Humanities نسخة محفوظة 24 يوليو 2011 على موقع واي باك مشين.
- National Endowment for the Humanities
- Public Humanities Program Brown University, Providence, RI